# Vöröslábú rigó
A vöröslábú rigó (Turdus plumbeus) a madarak osztályának verébalakúak (Passeriformes) rendjébe és a rigófélék (Turdidae) családjába tartozó faj.

## Rendszerezése
A fajt Carl von Linné svéd természettudós írta le 1758-ban.

## Alfajai
- Turdus plumbeus plumbeus (Linnaeus, 1758) - Bahama-szigetek északi szigetei
- Turdus plumbeus schistaceus (S. F. Baird, 1864) - Kuba keleti része
- Turdus plumbeus rubripes (Temminck, 1826) - Kuba középső és nyugati része és a Juventud-sziget
- Turdus plumbeus coryi (Sharpe, 1902) - Kajmán-szigetek
- Turdus plumbeus ardosiaceus (Vieillot, 1822) - Hispaniola és Puerto Rico
- Turdus plumbeus albiventris (Sclater, 1889) - Dominikai Közösség

## Előfordulása
A Karib-térségben, egyes források szerint csak a Bahama-szigeteken honos, mások szerint a Kajmán-szigetek, Kuba, a Dominikai Közösség, a Dominikai Köztársaság, Haiti és Puerto Rico területén is előfordul.
Természetes élőhelyei a szubtrópusi és trópusi síkvidéki és hegyi esőerdők, lombhullató erdők és cserjések, valamint ültetvények, szántóföldek és vidéki kertek.

## Megjelenése
Testhossza 28 centiméter, testtömege 50-82 gramm.
|  |

## Életmódja
Valószínűleg gyümölcsökkel és gerinctelenekkel táplálkozik.

## Természetvédelmi helyzete
Az elterjedési területe nagy, egyedszáma pedig stabil. A Természetvédelmi Világszövetség Vörös listáján nem fenyegetett fajként szerepel.